# Český slavík
Český slavík (dt.: „Tschechische Nachtigall“) ist ein tschechischer Musikpreis. Er wurde 1996 zum ersten Mal verliehen und ist der Nachfolger des Zlatý slavík, der von 1962 bis 1991 in der damaligen Tschechoslowakei verliehen wurde. Die Verleihung des Publikumspreises wurde 1996 auf ČT1 übertragen. Seit 1997 erfolgt die Übertragung auf dem Privatsender TV Nova. 2018 wurde der Preis ausgesetzt. Im Jahr 2021 fand die Fortsetzung unter der Schirmherrschaft von Karel Janeček statt. Anfang Juli 2022 ergingen alle Rechte vollständig an TV Nova.

## Rekordhalter
Rekordgewinner ist Karel Gott, der 20 mal, zusammen mit dem Vorgängerpreis sogar 42 mal, ausgezeichnet wurde. Er ließ es sich 2015 nicht nehmen, den Preis trotz schwerer Erkrankung persönlich entgegenzunehmen. Auch Lucie Bílá empfing den Preis zum 21. Mal. In der Kategorie Band wurde die Hard-Rock-Gruppe Kabát insgesamt zehn fünfzehn Mal.

## Kontroversen
Kontrovers diskutiert wurde der zweite Platz 2015 für die rechtsextreme Band Ortel, die den Preis ausgerechnet im Jahr der Flüchtlingskrise in Empfang nahm. Im Vorfeld hatten Kritiker versucht, einen Auftritt der Band zu verhindern, scheiterten jedoch am Unwillen des Veranstalters Musica Bohemica, die Band zu disqualifizieren. Disqualifiziert dagegen wurde 2013 Řezník, Rapper und Kunstfigur des Regisseurs Martin Pohl, der in der Internet-Star-Rubrik nominiert war und dessen vulgären und provokanten Texte dem Veranstalter zu heikel waren. Diese Entscheidung wurde ebenfalls kontrovers diskutiert.

## Sponsoren
Seit 1999 ist die Mineralwasser-Marke Mattoni Sponsor des Publikumspreises, daher wird der Preis auch als Český slavík Mattoni (dt.: „Mattonis Tschechische Nachtigall“) bezeichnet.

## Gewinner
| Jahr | Sänger               | Sängerin             | Gruppe/Band          | Eine absolute Nachtigall | Hip hop & Rap        | Newcomer             | Ruhmeshalle          |
| ---- | -------------------- | -------------------- | -------------------- | ------------------------ | -------------------- | -------------------- | -------------------- |
| 1996 | Karel Gott           | Lucie Bílá           | Olympic              | Preis nicht vergeben     | Preis nicht vergeben | Preis nicht vergeben | Preis nicht vergeben |
| 1997 | Karel Gott           | Lucie Bílá           | Olympic              | Lucie Bílá               | Preis nicht vergeben | Preis nicht vergeben | Preis nicht vergeben |
| 1998 | Daniel Hůlka         | Lucie Bílá           | Olympic              | Lucie Bílá               | Preis nicht vergeben | Preis nicht vergeben | Preis nicht vergeben |
| 1999 | Karel Gott           | Lucie Bílá           | Lucie                | Lucie Bílá               | Preis nicht vergeben | Preis nicht vergeben | Preis nicht vergeben |
| 2000 | Karel Gott           | Lucie Bílá           | Lucie                | Lucie Bílá               | Preis nicht vergeben | Preis nicht vergeben | Preis nicht vergeben |
| 2001 | Karel Gott           | Lucie Bílá           | Lucie                | Lucie Bílá               | Preis nicht vergeben | Preis nicht vergeben | Preis nicht vergeben |
| 2002 | Karel Gott           | Lucie Bílá           | Lucie                | Lucie Bílá               | Preis nicht vergeben | Preis nicht vergeben | Preis nicht vergeben |
| 2003 | Karel Gott           | Lucie Bílá           | Kabát                | Lucie Bílá               | Preis nicht vergeben | Rebeka               | Preis nicht vergeben |
| 2004 | Karel Gott           | Lucie Bílá           | Kabát                | Lucie Bílá               | Preis nicht vergeben | Aneta Langerová      | Preis nicht vergeben |
| 2005 | Karel Gott           | Aneta Langerová      | Chinaski             | Aneta Langerová          | Preis nicht vergeben | Vlastimil Horváth    | Preis nicht vergeben |
| 2006 | Karel Gott           | Aneta Langerová      | Divokej Bill         | Aneta Langerová          | Preis nicht vergeben | Ewa Farna            | Preis nicht vergeben |
| 2007 | Karel Gott           | Lucie Bílá           | Kabát                | Lucie Bílá               | Preis nicht vergeben | Josef Vágner         | Preis nicht vergeben |
| 2008 | Karel Gott           | Lucie Bílá           | Kabát                | Lucie Bílá               | Preis nicht vergeben | Marek Ztracený       | Preis nicht vergeben |
| 2009 | Karel Gott           | Lucie Bílá           | Kabát                | Karel Gott               | Preis nicht vergeben | Martin Chodúr        | Preis nicht vergeben |
| 2010 | Karel Gott           | Lucie Bílá           | Kabát                | Lucie Bílá               | Preis nicht vergeben | Markéta Konvičková   | Preis nicht vergeben |
| 2011 | Karel Gott           | Lucie Bílá           | Kabát                | Lucie Bílá               | Preis nicht vergeben | Gabriela Gunčíková   | Preis nicht vergeben |
| 2012 | Tomáš Klus           | Lucie Bílá           | Kabát                | Lucie Bílá               | Preis nicht vergeben | Koblížci             | Preis nicht vergeben |
| 2013 | Karel Gott           | Lucie Bílá           | Kryštof              | Karel Gott               | Preis nicht vergeben | Adam Mišík           | Preis nicht vergeben |
| 2014 | Karel Gott           | Lucie Bílá           | Kabát                | Karel Gott               | Preis nicht vergeben | Elis                 | Preis nicht vergeben |
| 2015 | Karel Gott           | Lucie Bílá           | Kabát                | Karel Gott               | Preis nicht vergeben | Slza                 | Preis nicht vergeben |
| 2016 | Karel Gott           | Lucie Bílá           | Kabát                | Karel Gott               | Preis nicht vergeben | Pekař                | Preis nicht vergeben |
| 2017 | Karel Gott           | Lucie Bílá           | Kabát                | Lucie Bílá               | Preis nicht vergeben | Mirai                | Preis nicht vergeben |
| 2018 | Preis nicht vergeben | Preis nicht vergeben | Preis nicht vergeben | Preis nicht vergeben     | Preis nicht vergeben | Preis nicht vergeben | Preis nicht vergeben |
| 2019 | Preis nicht vergeben | Preis nicht vergeben | Preis nicht vergeben | Preis nicht vergeben     | Preis nicht vergeben | Preis nicht vergeben | Preis nicht vergeben |
| 2020 | Preis nicht vergeben | Preis nicht vergeben | Preis nicht vergeben | Preis nicht vergeben     | Preis nicht vergeben | Preis nicht vergeben | Preis nicht vergeben |
| 2021 | Marek Ztracený       | Ewa Farna            | Mirai                | Marek Ztracený           | Řezník               | Michal Horák         | Preis nicht vergeben |
| 2022 | Marek Ztracený       | Lucie Bílá           | Kabát                | Lucie Bílá               | ATMO music           | Calin                | Jiří Suchý           |
| 2023 | Marek Ztracený       | Ewa Farna            | Kabát                | Ewa Farna                | Calin                | Tereza Balónová      | Václav Neckař        |
| 2024 | Marek Ztracený       | Ewa Farna            | Kabát                | Ewa Farna                | Calin                | Sofian Medjmedj      | Marta Kubišová       |